# Melaphe albanica
Melaphe albanica är en mångfotingart som beskrevs av Karl Wilhelm Verhoeff 1932. Melaphe albanica ingår i släktet Melaphe och familjen Xystodesmidae. Inga underarter finns listade i Catalogue of Life.